# Sonny Kiss
Sunny Aziza Tate (née le 11 décembre 1993), connue sous le nom de ring Sonny Kiss, est une catcheuse, danseuse, et manageuse de catch américaine. Elle commence sa carrière en 2011 en tant que manager, et devient catcheuse deux ans plus tard. Sa première apparition à la télévision grand public arrive en 2018, lorsqu'elle rejoint la promotion Lucha Underground sous le nom de ring XO Lishus. Lorsque Lucha Underground se termine, elle signe avec All Elite Wrestling en 2019 et quitte la promotion en 2023.

## Débuts
Sonny Kiss est née à Jersey City odans le New Jersey le 11 décembre 1993, Kiss est passée par un lycée spécialisé dans les arts de la scène où elle étudie les comédies musicales ainsi que la danse moderne, le ballet, le jazz, la dance contemporaine, et le hip-hop En 2011, Kiss passe l'audition avec succès pour le programme de danse moderne Summer Youth Performance Workshop (SYPW) au New Jersey Performing Arts Center (NJPAC) La même année, Sonny remporta la première place en danse au festival des arts adolescents de Hudson County. En 2014, elle auditionne pour la troupe de danse des New York Jets, la Jets Fly Crew Avant de devenir catcheuse, Kiss travaille comme danseuse et chrorégraphe pour des artistes indépendants pendant son adolescence.

## Carrière au catch

### Circuit indépendant et Lucha Underground (2011–2019)
Sonny Kiss débute en tant que manager/valet  en novembre 2011 à l'âge de 17 ans. En septembre 2013, elle réalise son début dans le ring à East Coast Pro Wrestling dans le New Jersey. Sonny apparaît plus tard dans plusieurs promotions indépendantes comme Full Impact Pro et Evolve.
Le 27 juin 2018, Kiss fait son début à Lucha Underground, sous le nom de XO Lishus, battant Jack Evans. Le 8 août 2018, elle fait équipe avec Ivelisse mais elles perdent contre Joey Ryan et Jack Evans. Sonny gagne plus tard le rematch contre Jack Evans dans un match "No Mas"  le 29 août. Le 29 septembre, Kiss est dans son premier match pour un titre, faisant équipe avec Ivelisse et Joey Ryan pour le titre des trios, mais perdant contre la Reptile Tribe (Luchasaurus, Daga et Kobra Moon). Le trio perd ensuite contre la Rabbit Tribe (Paul London, El Bunny and The White Rabbit) deux semaines plus tard. Kiss et Ivelisse font également équipe avec Sammy Guevara pour le titre des trios à Ultima Lucha Cuatro ; le trio perd contre la Reptile Tribe le 10 octobre 2018.

### All Elite Wrestling (2019–2023)
En février 2019 il est annoncé que Sonny Kiss a signé avec All Elite Wrestling (AEW)  Au premier évènement pay-per-view de AEW, Double or Nothing, le 25 mai 2019, Kiss est parmi les 21 participants à la Casino Battle Royale, mais est éliminée par Tommy Dreamer. À Fight for the Fallen le 13 juillet, Kiss bat Peter Avalon, sa première victoire à AEW.
Kiss perd ensuite 6 matchs de suite entre novembre 2019 et mars 2020 dans le programme AEW Dark, en individuel et par équipes. Le 24 mars 2020, Kiss forme une équipe avec Joey Janela et ils battent Corey Hollis et Mike Reed. Après deux mois d'absence, les deux catcheurs retournent sur le ring le 26 mai 2020 à AEW Dark, battant Brady Pierce et John Skyler. Dans l'épisode de Dynamite du 27 mai 2020, Kiss participe à la battle royal pour déterminer le prochain challenger au championnat TNT mais est éliminée par Wardlow. La paire Kiss-Janela apparaît à AEW Dynamite dans un segment dédié dans lequel ils tabassent d'autres catcheurs à une station-service. Kiss et Janela font leur début officiel en tant qu'équipe à AEW Dynamite le 24 juin 2020, contre Brodie Lee et Colt Cabana du Dark Order, match qu'ils perdent après que Cabana fasse le tombé sur Janela.
À Fight for the Fallen le 15 juillet, Kiss défie Cody pour le championnat TNT, mais perd. À l'évènement All Out le 5 septembre, Kiss participe à la Casino Battle Royale, durant laquelle elle élimine Jake Hager  (après leur altercation 3 jours avant l'évènement) avant d'être éliminée par Brian Cage. Ceci mène à un match avec Kiss et Janela contre Chris Jericho  et Hager le 9 septembre à AEW Dynamite dans un match par équipes sans disqualification, qu'ils perdent après que Hager fasse le tombé sur Kiss après une distravtion par Jericho. Le 21 octobre à Dynamite, Kiss est nommée comme remplaçante de Janela, qui s'est retiré d'un tournoi pour déterminer le prochain challeneger pour le  championnat du monde AEW, mais est éliminée au premier tour par Kenny Omega. Pendant le reste de l'année et l'année suivante, Kiss est manageure de Joey Janela à AEW Dynamite contre des adversaires comme Lance Archer, “Hangman” Adam Page, Chris Jericho, et Kenny Omega, contre qui Janela perd.
Début 2021, la tension grandit entre Kiss et Janela alors que les deux perdent des matchs à la chaîne à AEW Dark, et Janela finit par abandonner Kiss. Ceci les mène à une aparition dans le segment "The Waiting Room" de Britt Baker pour résoudre leur conflit. Cependant, le 9 août 3021 à AEW Dark: Elevation, Janela attaque Kiss avant leur match par équipes, menant à la dissolution de leur équipe. Kiss revient alors le 7 septembre 2021 à AEW Dark, où elle attaque Janela après son match. Pendant le reste de l'année, les deux continuent à se faire face, chacun d'entre eux gagnant un match à AEW Dark: Elevation et AEW Dark pour finir leur rivalité.
Le 12 août 2022, à AEW Rampage, Kiss fait son retour à la télévision hebdomadaire pour la première fois en presque deux ans, perdant un match rapide (squash match) contre Parker Boudreaux. La même nuit, après un match entre Orange Cassidy et Ariya Daivari, Kiss court vers le ring pour sauver Cassidy, avant de lui donner un coup bas et d'entrer dans une alliance avec Ari Daivari, Slim J et Parker Boudreaux sous le nom The Trustbusters, ce qui en fait un personnage heel pour la première fois à AEW,. En septembre 2023, le profil de Kiss est retiré du site officiel de AEW, et Tony Khan confirme que le contrat de Kiss n'a pas été renouvelé,.

### Impact Wrestling (2023)
Kiss fait ses débuts à Impact Wrestling le 21 octobre 2023 à Bound for Glory en tant que participante au match intersexes Call Your Shot Gauntlet avec 19 autres participants. Kiss élimine Gisele Shaw mais est ensuite éliminée par Brian Myers et Matt Cardona,. Le 16 novembre à Impact!, Kiss défie la championne du monde des Knockouts, Trinity, dans un match ne comptant pas pour le titre, cependant elle échoue.

## Vie personnelle
Kiss est professeure de yoga certifiée depuis 2013.
Kiss obtient sa licence de physiologie sportive en Novembre 2020,.
Dans le podcast AEW Unrestricted, Kiss se décrit comme une "addict à la nostalgie" et est fan de plusieurs modes populaires des années 90/début des années 2000 relatives à la mode, le jeu, la télévision, les films d'adolescents, et les boys bands et girls bands. Elle est aussi fan dy groupe de rap metal Limp Bizkit.
Kiss cite les catcheurs et catcheuses Chyna, Rob Van Dam, Rey Mysterio, Trish Stratus, Lita, The Hardy Boyz, Jazz, Sharmell, Molly Holly, Victoria, Alicia Fox, Gail Kim et Jacqueline ainsi que ses mentor Dustin Rhodes, Chris Jericho, et Billy Gunn comme des influences majeures.
Kiss est straight edge.
Le 3 janvier 2025, Kiss se fiance avec le catcheur Billy Dixon, et les deux se marient par la suite le 8 mars 2025.

## Carrière musicale
En février 2022, Sonny Kiss enregistre la chanson "Whatcha Lookin' At", avec une participation du rapper américain Brinson, pour la bande sonore AEW: Who We Are. La chanson apparaît également dans le jeu vidéo AEW Fight Forever video game.

## Palmarès et récompenses
- American Championship Wrestling
  - ACE Fight or Flight Champion (1 fois)[47]
- Capitol Wrestling
  - Catalyst Wrestling Championship (1 fois)[48]
- East Coast Professional Wrestling
  - East Coast Light Heavyweight Championship (1 fois)
- Pro Wrestling Illustrated
  - Classée n°164 dans le top 500 des catcheurs en individuel PWI 500 en 2020[49]
- Tier 1 Wrestling
  - Tier 1 Championship (1 fois)[50]
- Warriors of Wrestling
  - WOW Heavyweight Championship (1 fois)
  - WOW No Limits Championship (1 fois)[51]
  - King of New York (2018)
  - Woman of the Year (2022 and 2023)
- Women's Wrestling Hall of Fame
  - WWHOF Award (1 fois)
    - Pride Award (2024)[52]